# Manitou (cykl)
Manitou – cykl horrorów, napisany przez Grahama Mastertona. Cykl obejmuje 6 powieści i jedno opowiadanie:
- 1975 Manitou (The Manitou)
- 1979 Zemsta Manitou (Revenge of the Manitou)
- 1991 Duch zagłady (Burial)
- 1996 Wnikający duch (Spirit Jump) (opowiadanie)
- 2005 Krew Manitou (Manitou Blood)
- 2009 Armagedon (Blind Panic)
- 2014 Infekcja (Infection)